# پردیس علوم دانشگاه تهران
دانشکدگان علوم دانشگاه تهران با نام سابق پردیس علوم دانشگاه تهران یکی از قدیمی‌ترین مؤسسات تحصیلات تکمیلی در ایران است. در حال حاضر مجموعه دانشکدگان علوم دانشگاه تهران در بین تمام دانشکده‌های ایران، دارای بزرگترین واحد دانشگاهی است که تحقیقات علوم پایه در آن صورت می‌گیرد.  در سال ۱۴۰۰ عناوین پردیس‌های فنی، هنر، ابوریحان، فارابی، کشاورزی و... که از آن دسته از مجموعه‌های دانشگاهی دانشگاه تهران هستند که پذیرای دانشجویان نوبت روزانه (آموزش رایگان) محسوب می‌شوند؛ همگی به «دانشکدگان» تغییر یافتند تا میان این مجموعه‌های دانشگاهی روزانه با پردیس‌های بین‌المللی و خودگردان (برای دانشجویان شهریه‌پرداز) دانشگاه تهران، تمایز ایجاد شود. لذا از آن تاریخ، پردیس علوم نیز که مجموعه‌ای از دانشکده‌های دانشگاه تهران است؛ به دانشکدگان علوم دانشگاه تهران تغییر نام یافت. 

## تاریخچه
در سال 1307 طرح مؤسسه‌ای به نام دارالمعلمین عالی (دانشسرای عالی) مشتمل بر دانشکده‌های علوم و ادبیات ریخته شد. دانشکده علوم شامل رشته‌های فیزیک- شیمی، ریاضی و طبیعی بود. بعد از چند سال این مؤسسه به محل مدرسه علمیه سابق منتقل شد. این دانشکده دو استاد ایرانی و هفت استاد فرانسوی و جمعأ 100 محصل داشت. دکتر محمود حسابی و غلامحسین راهنما دو استاد ایرانی این مجموعه بودند. در سال 1313 پیشنهاد تأسیس دانشگاه تهران مشتمل بر شش دانشکده پزشکی، حقوق، علوم طبیعی، فنی، معقول و منقول و دارالمعلمین توسط دکتر حسابی، دکتر صدیق و موسیو بتلیانی به وزیر وقت داده شد و در همان سال توسط مجلس به تصویب رسید. دانشسرای عالی از ابتدای تأسیس دانشگاه به آن پیوست و چون دانشگاه تهران دارای ساختمان نبود، از همان محل دانشسرای عالی برای تشکیل دانشکده ادبیات و علوم استفاده شد. سپس واژه دانشگاه به جای اونیورسیته، دانشکده به جای فاکولته و دانشسرای عالی به جای دارالمعلمین معمول شد و نام دانشجو و دانشیار بر اساس نام دانش انتخاب شد. دانشکده مهندسی (دانشکده فنی) بعد از تأسیس دانشگاه بنا نهاده شد. از سال 1313 تا سال 1337 دانشکده علوم برای دوره لیسانس سه ساله از طریق امتحاناتی که توسط دانشکده برگزار می‌شد (به شکل درون گروهی) دانشجو می‌پذیرفت. ساختمان دانشکده علوم در سال 1330 افتتاح شد و تصمیم گرفته شد به جای اینکه در هر دانشکده گروه‌های مختلف علوم دایر باشد، کلیه رشته‌های علوم پایه در دانشکده علوم مستقر شود. در سال 1331 رشته فیزیک شیمی به دو رشته مستقل فیزیک و شیمی و رشته علوم طبیعی به دو گرایش زیست شناسی و زمین شناسی تفکیک شدند و در سال 1338 رشته‌های زیست شناسی و زمین شناسی به طور مستقل تشکیل گردیدند. برای ایجاد هماهنگی بین برنامه دانشکده با دانشکده‌های خارج در سال 1342 مقرر شد دوره لیسانس به 4 سال افزایش یابد و مدرک آن که به نام دیپلم بود، لیسانس شناخته شود و بدین ترتیب ارزش پیدا کند. از این سال دانشجویان از مسیر کنکور سراسری به دانشگاه راه یافتند. همچنین دوره‌های فوق لیسانس نیز گسترش یافت. گام مؤثری که در راه تحول دانشگاه و دانشکده برداشته شد، تنظیم دروس براساس واحد بود. در سال 1354 نام گروه ریاضی به گروه ریاضی و علوم کامپیوتر و در سال 1380 به گروه ریاضی، آمار و علوم کامپیوتر تغییر یافت. از سال 1384 در پی ارتقای تشکیلات سازمانی دانشگاه تهران، دانشکده علوم به پردیس علوم تغییر نام یافت و هم اکنون در پنج دانشکده و یک گروه آموزشی مستقل تحت عناوین دانشکده ریاضی، آمار و علوم کامپیوتر، دانشکده فیزیک، دانشکده شیمی، دانشکده زیست‌شناسی و دانشکده زمین‌شناسی و گروه بیوتکنولوژی (زیست‌فناوری) دانشجو می‌پذیرد. در سال ۱۴۰۰ عناوین پردیس‌های فنی، هنر، ابوریحان، فارابی، کشاورزی و... که از آن دسته از مجموعه‌های دانشگاهی دانشگاه تهران هستند که پذیرای دانشجویان نوبت روزانه (آموزش رایگان) محسوب می‌شوند؛ همگی به «دانشکدگان» تغییر یافتند تا میان این مجموعه‌های دانشگاهی روزانه با پردیس‌های بین‌المللی و خودگردان (برای دانشجویان شهریه‌پرداز) دانشگاه تهران، تمایز ایجاد شود. لذا از آن تاریخ، پردیس علوم نیز که مجموعه‌ای از دانشکده‌های دانشگاه تهران است؛ به دانشکدگان علوم دانشگاه تهران تغییر نام یافت. 

## امکانات فرهنگی و آموزشی
دانشکدگان علوم دانشگاه تهران پنج مرکز رایانه دارد. این مراکز به اعضاء دانشکدگان علوم دانشگاه تهران و دانشجویان خدمات ارائه می‌دهد. بزرگترین مرکز کامپیوتر وسط حیاط دانشکدگان علوم دانشگاه تهران قرار دارد که دارای سرورهایی متصل به شبکه محلی دانشگاه و متصل به شبکه جهانی وب است.
کتابخانه مرکزی دانشکدگان علوم دانشگاه تهران بخش‌های مختلفی از جمله مخزن مجلات، پایان‌نامه‌های شیمی، کتابهای مرجع و مخزن کتب و چندین سالن مطالعه‌ دارد. علاوه بر کتابخانه مرکزی ، دو کتابخانه دیگر یکی در دانشکده ریاضی، آمار و علوم کامپیوتر و یکی در دانشکده فیزیک وجود دارد.
از امکانات علمی دانشکدگان علوم دانشگاه تهران می‌توان به آزمایشگاه مرکزی شیمی، دستگاه‌های آنالیز پرتو ایکس، رزونانس مغناطیسی آهسته، طیف‌سنجی مولکلی، آنالیز عنصری، کروماتوگرافی، آنالیزهای جرمی و میکروسکوپ‌های الکترونی اشاره کرد.
دیگر آزمایشگاه‌های مجموعه دانشکدگان علوم دانشگاه تهران در رشته‌های شیمی، زمین‌شناسی، زیست‌شناسی، فیزیک، آمار و علوم کامپیوتر که با دارا بودن دستگاه‌های پیشرفته و دقیق نظیر انواع دستگاه‌های آنالیز طیف‌سنجی، آنالیز عنصری، آنالیز حرارتی و کروماتوگرافی، آماده ارائه خدمات پژوهشی می‌باشد.
هرباریوم مرکزی دانشگاه تهران در طبقه سوم ساختمان دانشکدگان علوم دانشگاه تهران قرار دارد. تعداد بسیار زیادی از گیاهان متعدد ایرانی در این موزه گردآوری شده‌اند که برای استفاده اعضاء هیئت علمی و دانشجویان دانشکده زیست‌شناسی اختصاص یافته‌است. دو موزه جانورشناسی و موزه سنگ‌ها و فسیل‌ها از دیگر موزه‌های دانشکدگان علوم دانشگاه تهران هستند.

## دانشکده‌های دانشکدگان علوم دانشگاه تهران
- دانشکدهٔ شیمی
- دانشکدهٔ فیزیک
- دانشکدهٔ زمین‌شناسی
- دانشکدهٔ زیست‌شناسی
- دانشکدهٔ بیوتکنولوژی
- دانشکدهٔ ریاضی، آمار، و علوم کامپیوتر